# Tour della nazionale maschile di rugby a 15 delle Tonga 1993
La nazionale tongana di Rugby union nel periodo tra le due coppe del mondo si reca varie volte in tournée.
Nel 1993 si reca in Australia dove subisce una pesante sconfitta con i Wallabies
| Cootamundra 26 giugno 1993 | NSW Country | 5 – 11 | Tonga XV |  |

| Canberra 30 giugno 1993 | ACT | 29 – 8 | Tonga XV |  |

| Arbitro: | Barry Leask |

|                                                    |      |                         |
| Little, Morgan Campese 2, Carozza Gavin, Johnstone | mt   | Fenukitau, Meta tecnica |
| Lynagh, Roebuck 3                                  | tr   | Vave 2                  |
| Roebuck 3                                          | c.p. |                         |

| Mackay 7 luglio 1993 | Queensland Country | 3 – 18 | Tonga XV |  |